# U-209
| U-209                                                                                    | U-209 | U-209 |
| ---------------------------------------------------------------------------------------- | --- | --- |
| U 209                                                                                    | | |
|                                                                                          | | |
| Спуск на воду U-209. 28 серпня 1941                                                      | | |
| Верф                                                                                     | Friedrich Krupp Germaniawerft, Кіль | Friedrich Krupp Germaniawerft, Кіль |
| Під прапором                                                                             | Третій Рейх | Третій Рейх |
| Належність                                                                               | Крігсмаріне | Крігсмаріне |
| Порт приписки                                                                            | Кіль, Кіркенес, Берген, Нарвік | Кіль, Кіркенес, Берген, Нарвік |
| Замовлення                                                                               | 16 жовтня 1939 | 16 жовтня 1939 |
| Закладений                                                                               | 28 листопада 1940 | 28 листопада 1940 |
| Спуск на воду                                                                            | 28 серпня 1941 | 28 серпня 1941 |
| Введений до складу флоту                                                                 | 11 жовтня 1941 | 11 жовтня 1941 |
| На службі                                                                                | 1941—1943 | 1941—1943 |
| Загибель                                                                                 | після 6 травня 1943 року зник безвісти після радіоповідомлення на U-954 про зазнані важкі пошкодження, спричинені атакою канадського літаючого човна «Каталіна»; ймовірно, затонув через отримані пошкодження | після 6 травня 1943 року зник безвісти після радіоповідомлення на U-954 про зазнані важкі пошкодження, спричинені атакою канадського літаючого човна «Каталіна»; ймовірно, затонув через отримані пошкодження |
| Сучасний статус                                                                          | зниклий безвісти | зниклий безвісти |
| Бойовий досвід                                                                           | Друга світова війна Битва за Атлантику Кампанія в Арктиці | Друга світова війна Битва за Атлантику Кампанія в Арктиці |
| Проєкт                                                                                   | | |
| Тип ПЧ                                                                                   | середній торпедний ДПЧ | середній торпедний ДПЧ |
| Вартість                                                                                 | 4 714 000 ℛℳ | 4 714 000 ℛℳ |
| Основні характеристики                                                                   | | |
| Швидкість (надводна)                                                                     | 17,9 вузла | 17,9 вузла |
| Швидкість (підводна)                                                                     | 8 вузлів | 8 вузлів |
| Робоча глибина занурення                                                                 | 100 м | 100 м |
| Гранична глибина занурення                                                               | 220 м | 220 м |
| Автономність плавання                                                                    | 135—174 км на швидкості 4 вузли (в підводному положенні) 11 470 км на швидкості 10 вузлів (у надводному положенні)                                                                                            | 135—174 км на швидкості 4 вузли (в підводному положенні) 11 470 км на швидкості 10 вузлів (у надводному положенні)                                                                                            |
| Екіпаж                                                                                   | 44—60 осіб | 44—60 осіб |
| Розміри                                                                                  | | |
| Довжина найбільша (по КВЛ)                                                               | 67,1 м | 67,1 м |
| Ширина корпусу найб.                                                                     | 6,2 м | 6,2 м |
| Висота                                                                                   | 9,6 м | 9,6 м |
| Середня осадка (по КВЛ)                                                                  | 4,74 м | 4,74 м |
| Водотоннажність надводна                                                                 | 769 т | 769 т |
| Силова установка                                                                         | | |
| дизель-електрична; 2 дизельних двигуни MAN M 6 V 40/46, 2 електродвигуни BBC GG UB 720/8 | | |
| Гвинти                                                                                   | 2 | 2 |
| Потужність                                                                               | 2 × 2100—2310 к.с. (дизелі) 2 × 750 к.с. (електродвигуни) | 2 × 2100—2310 к.с. (дизелі) 2 × 750 к.с. (електродвигуни) |
| Озброєння                                                                                | | |
| Артилерія                                                                                | 1 × 88-мм палубна гармата SK C/35 | 1 × 88-мм палубна гармата SK C/35 |
| Торпедно- мінне озброєння                                                                | 4 носових і один кормовий ТА 14 торпед або 26 мін TMA | 4 носових і один кормовий ТА 14 торпед або 26 мін TMA |
| ППО                                                                                      | 1 × 37-мм зенітна гармата Flak M42 2 × 20-мм зенітні гармати FlaK 30 | 1 × 37-мм зенітна гармата Flak M42 2 × 20-мм зенітні гармати FlaK 30 |

U-209 — німецький середній підводний човен типу VIIC, що входив до складу Військово-морських сил Третього Рейху за часів Другої світової війни. Закладений 28 листопада 1940 року на верфі компанії Friedrich Krupp Germaniawerft у Кілі, спущений на воду 28 серпня 1941 року. 11 жовтня 1941 року корабель увійшов до складу 6-ї навчальної флотилії ПЧ ВМС нацистської Німеччини. Єдиним командиром човна був капітан-лейтенант Генріх Бродда.

## Історія
U-209 належав до німецьких підводних човнів типу VIIC, найчисельнішого типу субмарин Третього Рейху, яких було випущено 703 одиниці. Службу розпочав у складі 6-ї навчальної флотилії ПЧ, з 1 березня 1942 року переведений до бойового складу цієї флотилії; 1 липня 1942 року переведений до 11-ї флотилії ПЧ Крігсмаріне, а 1 березня 1943 року — до складу 1-ї флотилії ПЧ. В період з березня 1942 до травня 1943 року U-209 здійснив 7 бойових походів в Атлантичний океан та арктичні води. Підводний човен потопив 3 судна сумарною водотоннажністю 1 136 GRT і ще 1 судно тотально зруйнував (220 GRT).
17 серпня 1942 року неподалік від північного узбережжя острова Матвєєва в Баренцевому морі, U-209 виявив караван радянських суден, який здійснював перехід з селища Хабарово в Нар'ян-Мар. Караван прямував без ескорту і складався з буксирного пароплава «Комсомолець» з баржею «П-4» на буксирі та буксирного пароплава «Норд», який вів на буксирі несправний буксирний пароплав «Комілес» та ліхтер «Ш-500». Рейс здійснювався в інтересах НКВС, і перевозив вантаж та пасажирів, більшість яких становили ув'язнені Югорлага.
Артилерійським вогнем та торпедами U-209 потопив баржу «П-4», ліхтер «Ш-500» та «Комілес». «Комсомолець» спалахнув і викинувся на берег біля північного краю острова Матвєєва. З 328 людей, які перебували на знищених суднах каравану, загинуло 305 осіб.
6 травня 1943 року U-209 зв'язався з U-954 з району із координатами 52° пн. ш. 38 ° з. д. і через нього передав рапорт про серйозні ушкодження, зокрема вихід з ладу основного передавача, що стало наслідком атаки канадського літаючого човна «Каталіна». U-209 отримав наказ повертатися на базу, але підводний човен на зв'язок так більше не вийшов і вважається зниклим безвісти з 7 травня, а всі 46 членів екіпажу вважаються загиблими. Найімовірнішою причиною загибелі U-209 стала аварія під час занурення, спричинена отриманими пошкодженнями.

## Перелік уражених U-209 суден у бойових походах
| П'ятий похід (5.08—1.09.1942, 28 діб; Кіркенес—Скьоменфіорд) |                |               |        |      |     |                                 |                                                                                    |                    |
| 1                                                            | 17 серпня 1942 | П-4           | баржа  | СРСР | 500 | 267 робітників та їх обладнання | потоплена 69°30′ пн. ш. 58°32′ сх. д. / 69.500° пн. ш. 58.533° сх. д.              | 296 (294 загиблих) |
| 2                                                            | 17 серпня 1942 | «Комілес»     | буксир | СРСР | 136 |                                 | потоплений 69°30′ пн. ш. 58°32′ сх. д. / 69.500° пн. ш. 58.533° сх. д.             | 13 (усі вціліли)   |
| 3                                                            | 17 серпня 1942 | «Комсомолець» | буксир | СРСР | 220 |                                 | невиправно пошкоджений 69°30′ пн. ш. 58°32′ сх. д. / 69.500° пн. ш. 58.533° сх. д. | 16 (11 загиблих)   |
| 4                                                            | 17 серпня 1942 | Ш-500         | ліхтер | СРСР | 500 | вугілля та військові матеріали  | затоплений 69°30′ пн. ш. 58°32′ сх. д. / 69.500° пн. ш. 58.533° сх. д.             | 3 (усі вціліли)    |